# Aelmoeseneiebos
Het Aelmoeseneiebos (of Aalmoezenijebos) is een natuurgebied op het grondgebied van de gemeente Merelbeke-Melle (Gontrode) en Oosterzele (Landskouter). Het bos is 28,5 hectare groot en is in het bezit van de Universiteit Gent. Het bosgebied wordt nu beheerd door het universitaire Labo voor Bos & Natuur. De spoorlijn Gent-Geraardsbergen deelt het bos in tweeën. 

## Historiek
Het Aelmoeseneiebos is een oud bosgebied dat al op de Ferrariskaart voorkwam in 1775. Het bos was eeuwenlang eigendom van de Sint-Baafsabdij van Gent. Tijdens de Franse periode (1794-1815) werd het overgedragen aan de openbare armenzorg van de stad Gent. In 1967-1968 kocht de Belgische Staat het bos zodat de Universiteit Gent het als proefbos kon gebruiken. 
Tijdens de Eerste Wereldoorlog werd het bos grotendeels gekapt maar in 1920 opnieuw aangeplant. Aansluitend op het westelijke deel van het Aelmoeseneiebos liggen in de vallei van de Gondebeek 10 hectare percelen van Natuurpunt afdeling Oosterzele. Met het 'landschapsproject Rodeland'  wil men door bebossing in de valleien van de Gondebeek, Kerkesbeek en de Driesbeek het Aelmoeseneiebos verbinden met de Makegemse bossen. In 2021 werden aan de Gondebeekvallei 5 amfibieëntunnels aangelegd. 

## Fauna en flora
De belangrijkste boomsoorten zijn zomereik en beuk, met es en esdoorn in de beekvalleitjes. Het Aelmoeseneiebos staat bekend om zijn voorjaarsflora zoals bosanemoon, slanke sleutelbloem, gele dovenetel en kleine maagdenpalm. 
In het Aelmoeseneiebos werden bij inventarisaties en onderzoeken 1329 verschillende soorten gevonden: o.a. 64 boom- en struiksoorten en wel 599 soorten ongewervelden. Het Aelmoeseneiebos is Europees beschermd als onderdeel van Natura 2000-gebied (habitatrichtlijngebied) 'Bossen van het zuidoosten van de Zandleemstreek' (BE2300044). Het bos is vrij toegankelijk op de wandelpaden.

## Afbeeldingen

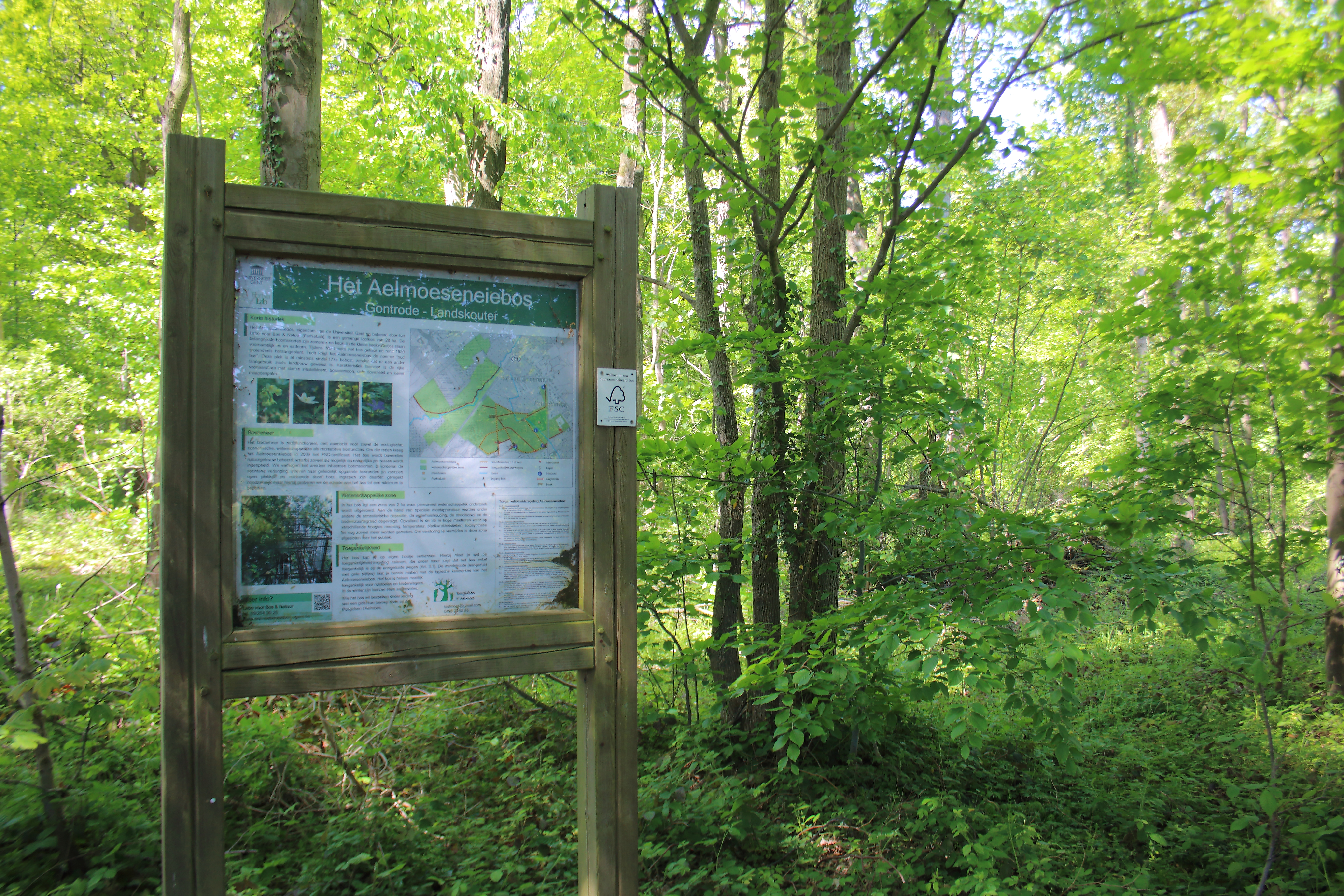
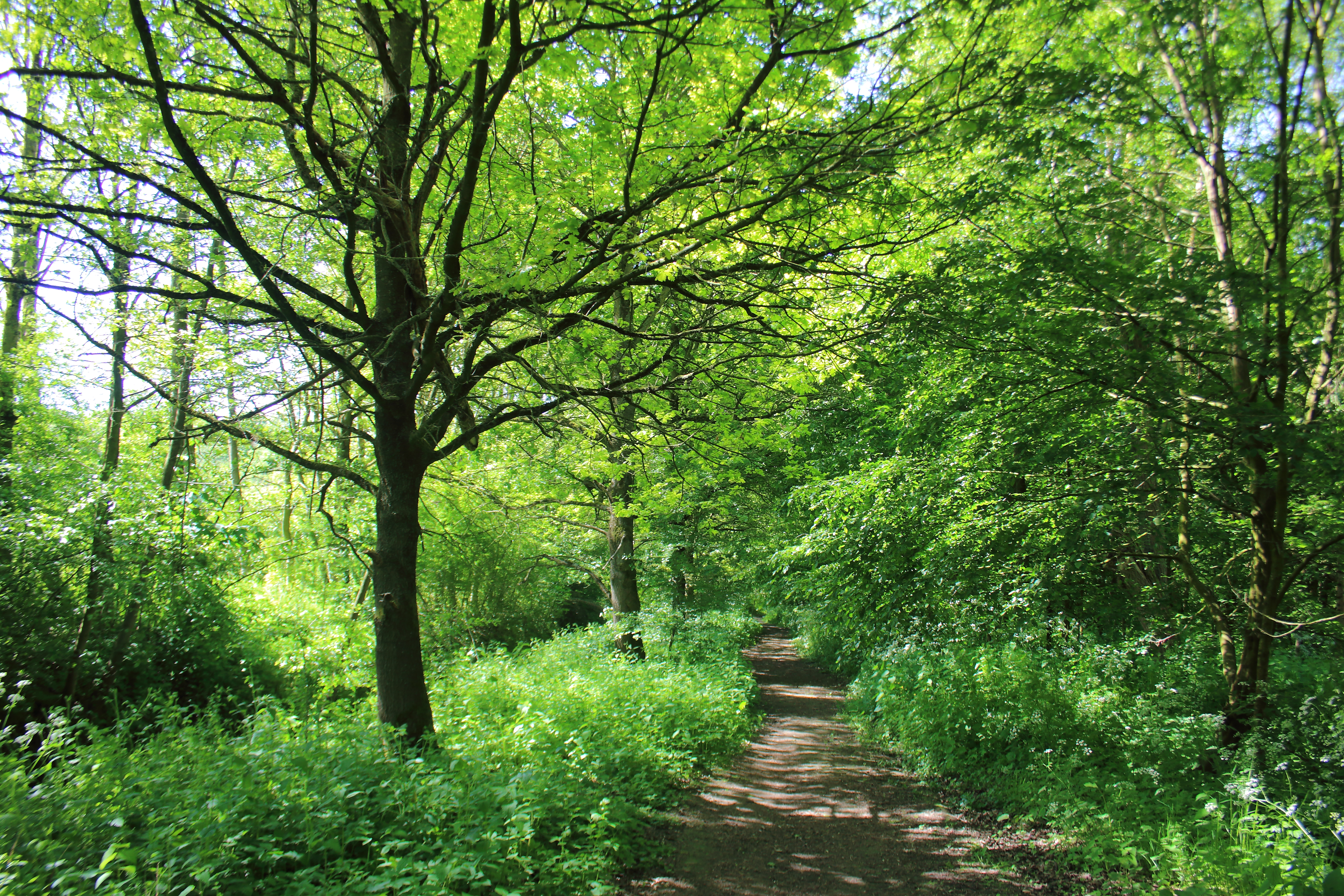
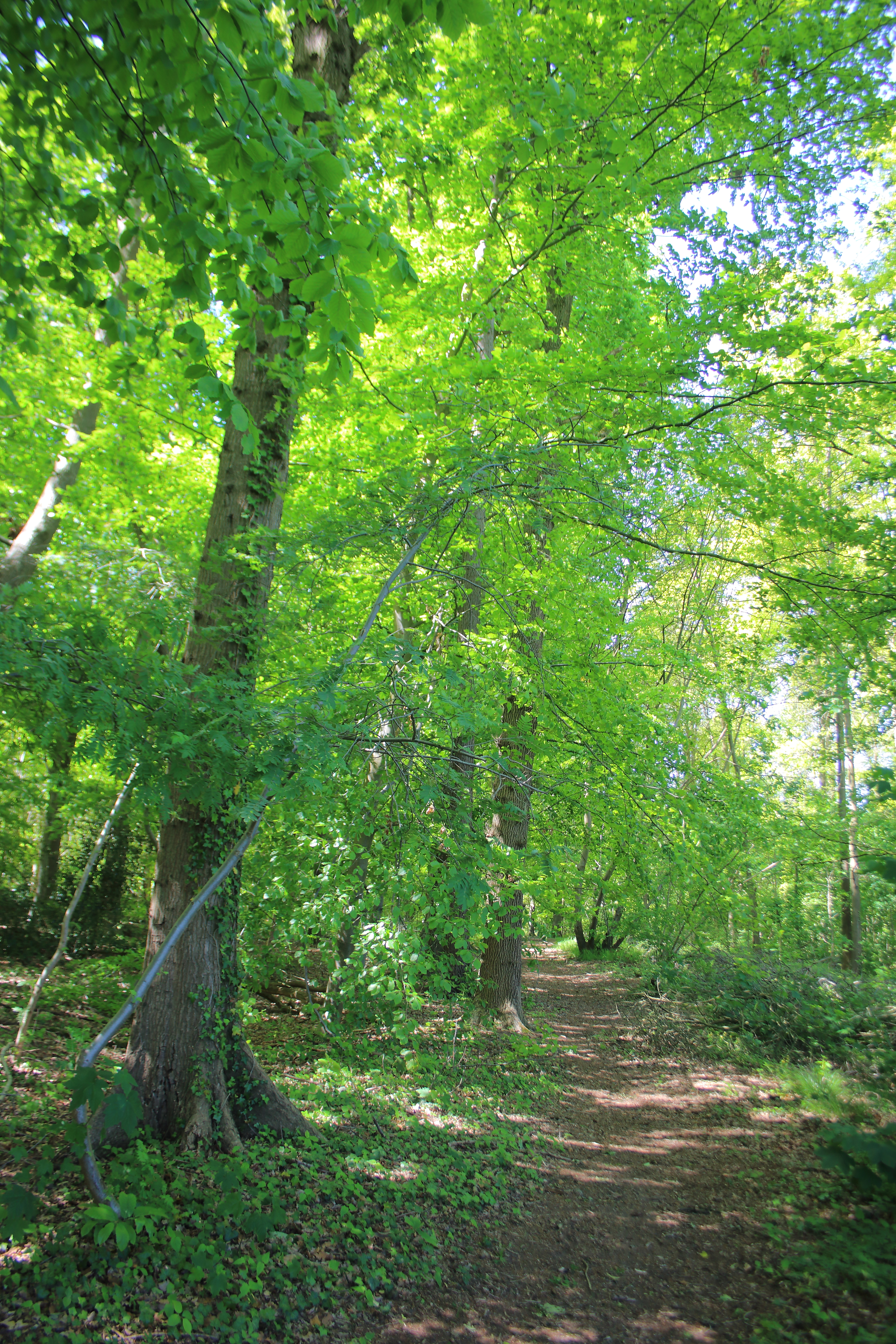
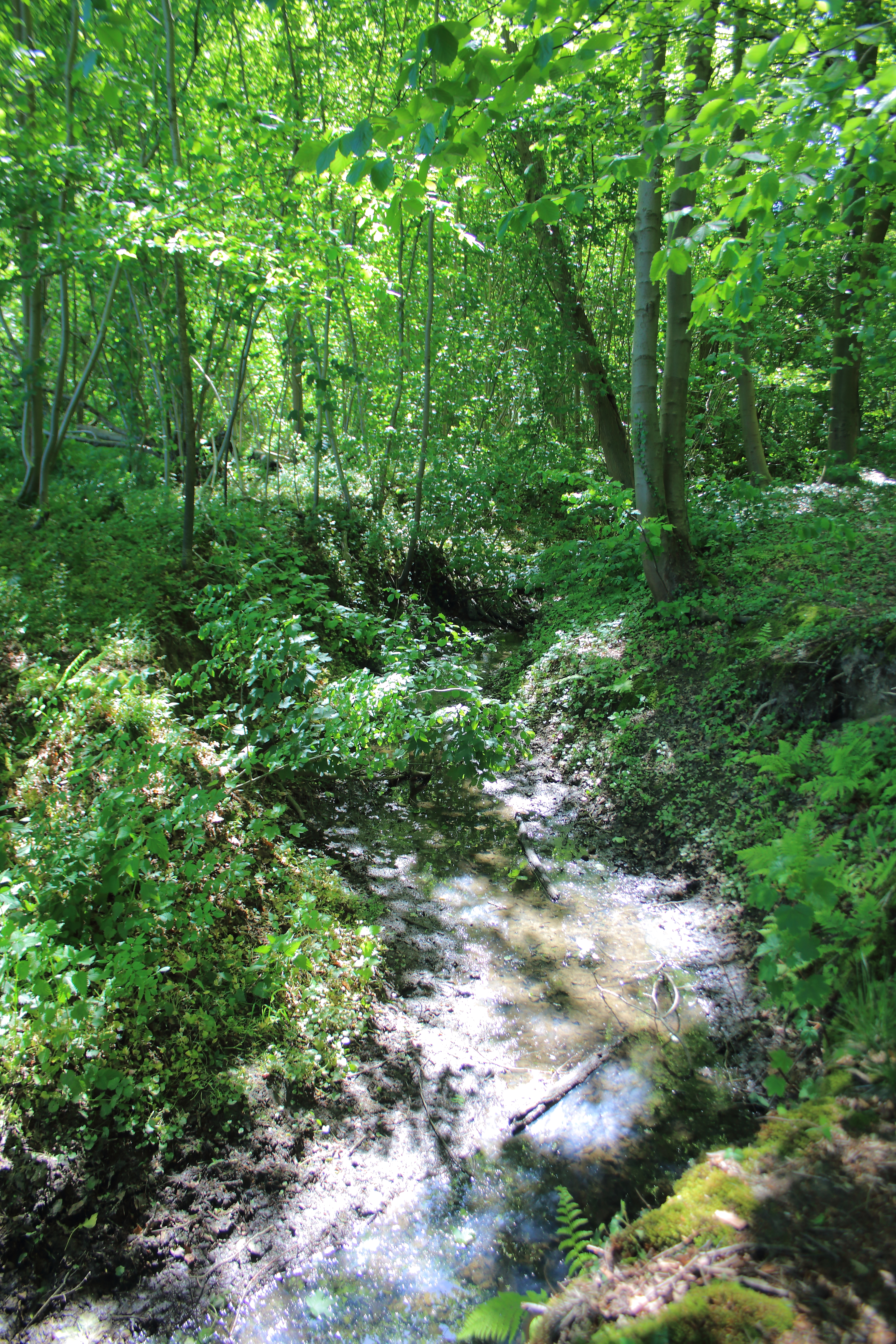
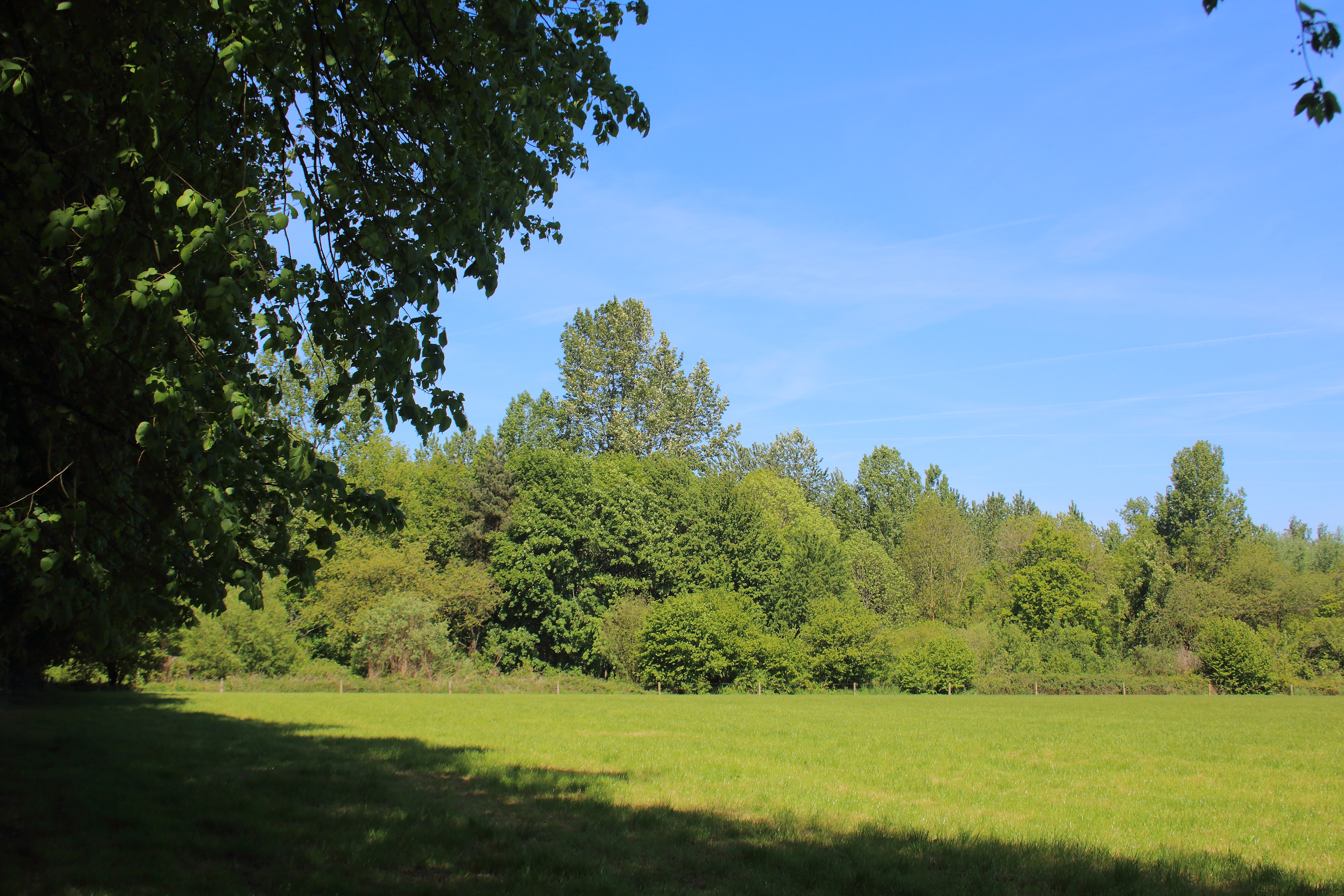
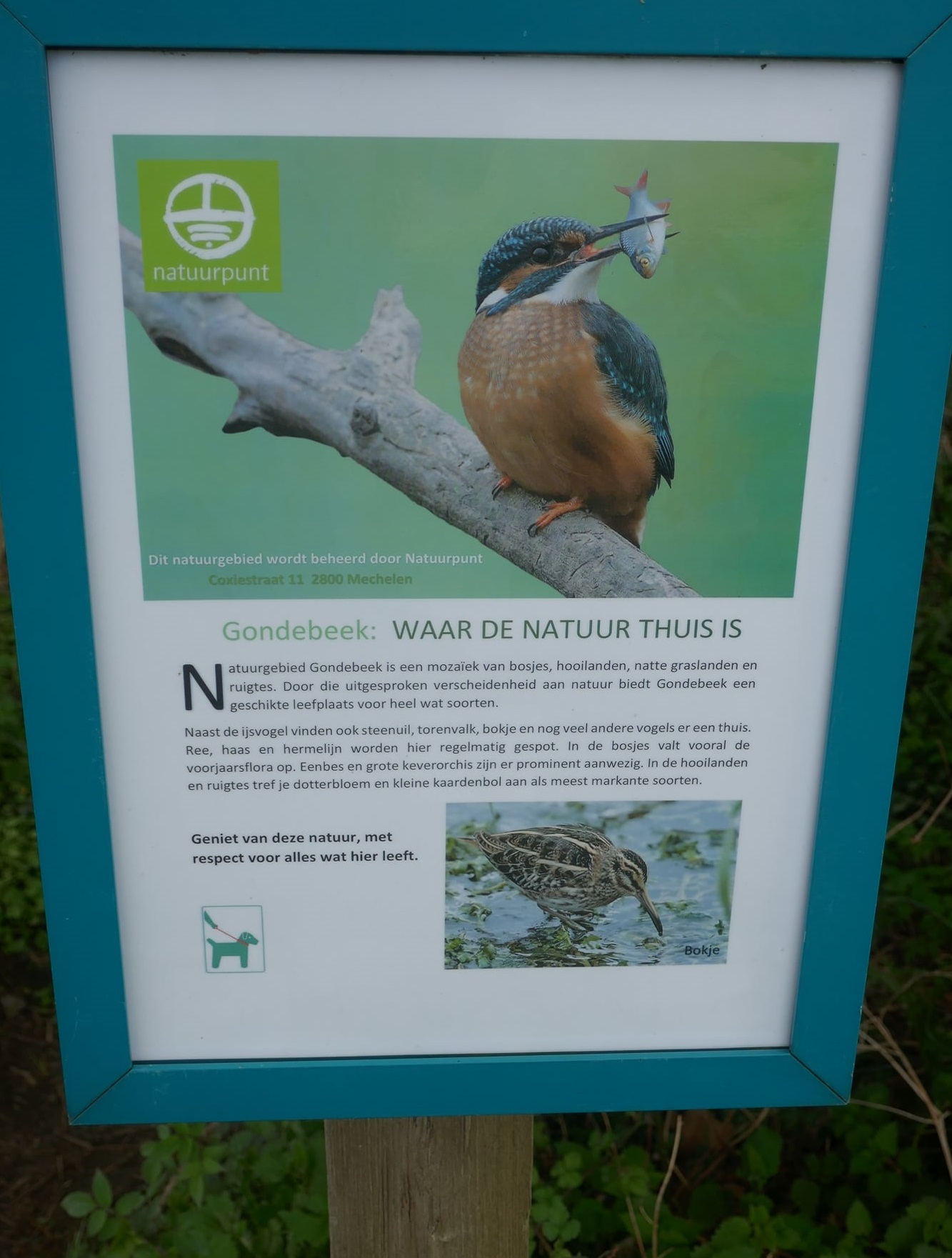
Gondebeekvallei